# Beaucouzé
Beaucouzé är en kommun i departementet Maine-et-Loire i regionen Pays de la Loire i nordvästra Frankrike. Kommunen ligger i kantonen Angers-Ouest som tillhör arrondissementet Angers. År 2022 hade Beaucouzé 5 618 invånare.

## Befolkningsutveckling
Antalet invånare i kommunen Beaucouzé
| Referens: INSEE |